# 基崔河
基崔河是俄羅斯的河流，位於韃靼斯坦共和國，屬於舍什馬河的右支流，河道全長114公里，流域面積1,330平方公里，最大流量每秒472立方米。